# (13798) Cecchini
Pour les articles homonymes, voir Cecchini.
(13798) Cecchini est un astéroïde de la ceinture principale.

## Description
(13798) Cecchini est un astéroïde de la ceinture principale. Il fut découvert le 15 novembre 1998 à San Marcello Pistoiese par Luciano Tesi et Andrea Boattini. Il présente une orbite caractérisée par un demi-grand axe de 2,91 UA, une excentricité de 0,09 et une inclinaison de 4,8° par rapport à l'écliptique.

## Compléments